# SN 2004fa
SN 2004fa – supernowa typu Ia odkryta 5 września 2004 roku w galaktyce M-05-48-05. W momencie odkrycia miała maksymalną jasność 16,80m.